# Aponoea
Aponoea là một chi bướm đêm thuộc họ Gelechiidae.